# パルサー惑星

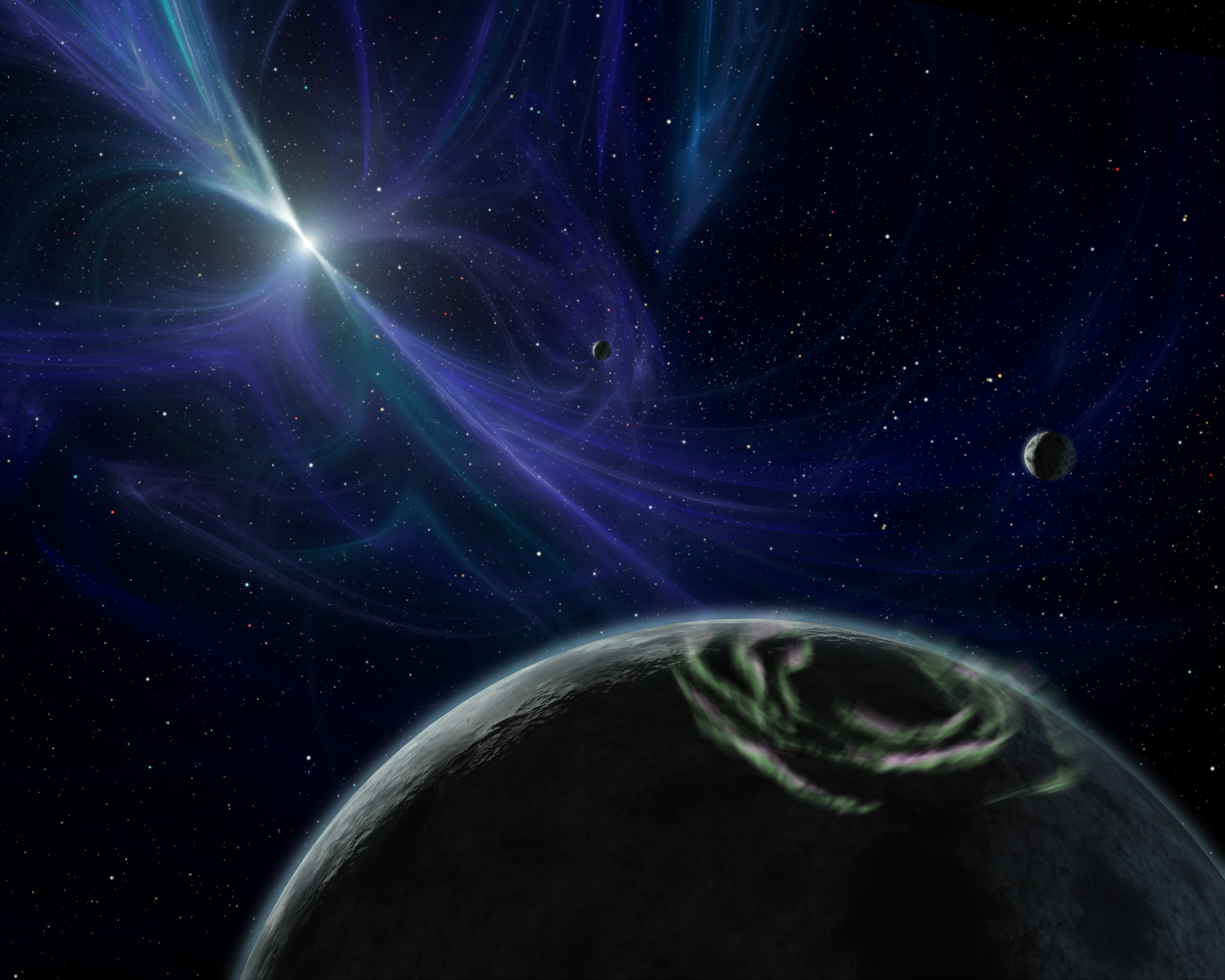
PSR B1257+12の惑星系の想像図

パルサー惑星（パルサーわくせい、Pulsar planet）とは、高速で回転する中性子星、即ちパルサーの周囲を公転する惑星のことである。最初に見つかったのはミリ秒パルサーの周囲を回る惑星で、最初に発見された太陽系外惑星でもあった。

## 発見法
パルサー惑星は、パルス間隔の異常を検出するパルサータイミング法によって発見される。パルサーの周囲を公転するあらゆる物体はパルスに常に影響を与える。パルサーは通常はほぼ一定の速度で自転するため、正確な時間の測定によって変化があれば簡単に検出することができる。

## 発見史
1991年、アンドリュー・ラインはPSR 1829-10の周囲に初めて太陽系外惑星を発見したと公表した。しかしこの発見は後に撤回され、その直後に最初の真のパルサー惑星の発見が公表された。
1992年、アレクサンデル・ヴォルシュチャンとデール・フレールは、ミリ秒パルサーPSR 1257+12の周囲を公転する複数の惑星からなる惑星系を発見したと公表した。これらは、最初に発見された太陽系外惑星でもあった。また最初の太陽系外の複数惑星系であり、最初のパルサー惑星でもあった。以前パルサー惑星の発見が取り下げられたことがあり、またパルサーが惑星を持ちうるのかという疑問も出されたため、この発見には当初疑念が持たれたが、本当に存在していることが実証された。同じ手法を用いて、より低質量の2つの惑星も後に発見された。
2000年、ミリ秒パルサーPSR B1620-26と連星を成す白色矮星WD B1620-26の周囲を公転する周連星惑星PSR B1620-26bが発見された。約126億歳と、これまで発見された中で最古の惑星であることが公表された。現在では、WD B1620-26の惑星は連星化する以前から存在したと考えられている。
2006年、地球から13000光年の距離にあるマグネター4U 0142+61が原始惑星系円盤を持つことが発見された。マサチューセッツ工科大学のDeepto Chakrabartyに率いられたチームがスピッツァー宇宙望遠鏡を用いて発見した。この円盤は超新星爆発によって残された金属に富んだ塵からでき、約10万年前に形成されたと考えられている。パルサーからのイオン放射が強くまた可視光の量が少ないため、パルサー惑星には我々が知るような生命はいないと考えられている。

## パルサー惑星の一覧

### 確定
| パルサー       | 惑星             | 質量     | 軌道長半径 (AU) | 軌道周期          | 発見 |
| -------------- | ---------------- | -------- | --------------- | ----------------- | ---- |
| PSR B1257+12   | PSR B1257+12 A   | 0.020 M⊕ | 0.19            | 25.262±0.003 日   | 1994 |
| PSR B1257+12   | PSR B1257+12 B   | 4.3 M⊕   | 0.36            | 66.5419±0.0001 日 | 1992 |
| PSR B1257+12   | PSR B1257+12 C   | 3.90 M⊕  | 0.46            | 98.2114±0.0002 日 | 1992 |
| PSR B1620-26   | PSR B1620-26 b   | 2.5 MJ   | 約23            | 100 年            | 2003 |
| PSR J1719-1438 | PSR J1719-1438 b | 約1 MJ   | 0.0004          | 2時間11分         | 2011 |

### 疑問あり
| パルサー     | 惑星           | 質量      | 軌道長半径 (AU) | 軌道周期 (日)     | 公表 |
| ------------ | -------------- | --------- | --------------- | ----------------- | ---- |
| PSR B0329+54 | PSR B0329+54 A | 0.3 M⊕    | 2.3             | 1205.358±0.003 日 | 1979 |
| PSR B0329+54 | PSR B0329+54 B | 2.2 M⊕    | 7.3             | 61728.94±0.003 日 | 1979 |
| PSR B1828-10 | PSR B1828-10 A | 3 M⊕      | 0.93            | 384.3649 日       | 1992 |
| PSR B1828-10 | PSR B1828-10 B | 12 M⊕     | 1.32            | 493.077375 日     | 1992 |
| PSR B1828-10 | PSR B1828-10 C | 8 M⊕      | ?               | ?                 | ?    |
| ゲミンガ     | ゲミンガb      | 1.7 M⊕    | 3.3             | 5.1 年            | 1997 |
| PSR B1257+12 | PSR B1257+12 D | 0.0004 M⊕ | 2.6             | 1,250 日          | 2002 |

### 原始惑星系円盤
| パルサー   | 原始惑星系円盤       | 発見 |
| ---------- | -------------------- | ---- |
| 4U 0142+61 | 4U 0142+61's proplyd | 2006 |

### 未確認
| パルサー    | 惑星          | 質量  |
| ----------- | ------------- | ----- |
| PSR 1829-10 | PSR 1829-10 A | 10 M⊕ |